# Océane Dodin
Océane Dodin (Lille, 24 oktober 1996) is een tennisspeelster uit Frankrijk. Haar favoriete ondergrond is hardcourt. Zij speelt even gemakkelijk met de linker als met de rechterhand (ambidextrie). Zij is actief in het proftennis sinds 2012.
In december 2014 kreeg zij een wildcard om uit te komen op het Australian Open 2015. Zij bereikte er de tweede ronde.

## Posities op deWTA-ranglijst
Positie per einde seizoen:
| jaar | rang enkelspel | rang dubbelspel |
| ---- | -------------- | --------------- |
| 2011 | 1170           | –               |
| 2012 | 767            | –               |
| 2013 | 609            | –               |
| 2014 | 245            | –               |
| 2015 | 150            | –               |
| 2016 | 71             | –               |
| 2017 | 85             | 383             |
| 2018 | 319            | –               |

## Palmares
| Legenda                 |
| ----------------------- |
| Grandslamtoernooi       |
| Olympische Spelen       |
| Year-End Championships  |
| Premier Mandatory       |
| Premier Five / WTA 1000 |
| Premier / WTA 500       |
| International / WTA 250 |
| Challenger / WTA 125    |

### WTA-finaleplaatsen enkelspel
| nr.              | finale     | toernooi   | ondergrond | tegenstandster | score    |         |
| ---------------- | ---------- | ---------- | ---------- | -------------- | -------- | ------- |
| gewonnen finales |            |            |            |                |          |         |
| 1.               | 2016-09-18 | WTA Québec | tapijt (i) | Lauren Davis   | 6-4, 6-3 | details |
| verloren finales |            |            |            |                |          |         |
| geen             |            |            |            |                |          |         |

## Resultaten grote toernooien
| Legenda | Legenda                          |
| ------- | -------------------------------- |
| g.t.    | geen toernooi gehouden           |
| l.c.    | lagere categorie                 |
| –       | niet deelgenomen                 |
| G       | uitgeschakeld in de groepsfase   |
| 1R      | uitgeschakeld in de eerste ronde |
| 2R      | uitgeschakeld in de tweede ronde |
| 3R      | uitgeschakeld in de derde ronde  |
| 4R      | uitgeschakeld in de vierde ronde |
| KF      | uitgeschakeld in de kwartfinale  |
| HF      | uitgeschakeld in de halve finale |
| F       | de finale verloren               |
| W       | het toernooi gewonnen            |
| w-v     | winst/verlies-balans             |

### Enkelspel
| toernooi            | 2015 | 2016 | 2017 | 2018 |
| ------------------- | ---- | ---- | ---- | ---- |
| grandslamtoernooien |      |      |      |      |
| Australian Open     | 2R   | 1R   | 2R   | 1R   |
| Roland Garros       | 1R   | 1R   | 2R   | 1R   |
| Wimbledon           | –    | –    | 1R   | –    |
| US Open             | 2R   | –    | 2R   | –    |
| Premier Mandatory   |      |      |      |      |
| Indian Wells        | –    | –    | 1R   |      |
| Miami               | –    | –    | 1R   |      |
| Madrid              | –    | –    | 3R   |      |
| Peking              | –    | –    | –    |      |
| Premier Five        |      |      |      |      |
| Dubai/Doha          | –    | –    | –    |      |
| Rome                | –    | –    | –    |      |
| Montréal/Toronto    | –    | –    | 1R   |      |
| Cincinnati          | –    | –    | 1R   |      |
| Tokio/Wuhan         | –    | –    | –    |      |
| olympisch           |      |      |      |      |
| Olympische Spelen   | g.t. | –    | g.t. | g.t. |
| statistieken        |      |      |      |      |
| titels per jaar     | 0    | 1    | 0    | 0    |
| eindejaarsranking   | 150  | 71   | 85   | 319  |

### Vrouwendubbelspel
| toernooi        | 2017 |
| --------------- | ---- |
| Australian Open | –    |
| Roland Garros   | –    |
| Wimbledon       | 2R   |
| US Open         | 1R   |